# 綦江假毛蕨
綦江假毛蕨（学名：Pseudocyclosorus jijiangensis），为金星蕨科假毛蕨属下的一个种。

## 扩展阅读
維基物種上的相關：綦江假毛蕨